# Centrale nucleare di Golfech
La centrale nucleare di Golfech è una centrale nucleare francese situata nel Tarn e Garonna, sul territorio del comune di Golfech, tra Agen a nord-ovest (15 km) e Montauban a sud-est (50 km), sulla riva destra della Garonna e su quella sinistra del canale di Golfech.
L'impianto è composto da 2 reattori PWR operativi – modello P4 REP 1300 – da 3 817MWt e da 1 363MWe. I 2 reattori di Golfech fanno parte di un programma di una serie di 20 reattori del modello P4 REP 1300 (2 Belleville, 4 Cattenom, 2 Flamanville, 2 Golfech, 2 Nogent, 4 Paluel, 2 Penly 2 Saint-Alban).
L'impianto è stato oggetto di alcune anomalie di livello 1 nella scala INES.